# Epicephala epimicta
Epicephala epimicta är en fjärilsart som först beskrevs av Turner 1913.  Epicephala epimicta ingår i släktet Epicephala och familjen styltmalar. Inga underarter finns listade i Catalogue of Life.